# Бернар де ла Віль де Ласепед
Бернар-Жермен-Етьєн де ла Віль-сюр-Ілона де Ласепед (*фр. Bernard Germain Étienne de Laville-sur-Illon, comte de Lacépède, 26 грудня 1756, Ажен —6 жовтня 1825, Епіне-сюр-Сен) — французький політичний діяч і науковець-іхтіолог часів правління Бурбонів та Бонапартів.

## Життєпис
Походив зі знатного роду де ла Віль. Син Жана-Жозефа Медарда де ла Віля. Народився у Ажені (Гієнь) у 1756 році. Рано втратив батьків. Успадкував від стрийка маєтності та титул графа де Ласепеда. Замолоду захопив натуральною історією, ставши шанувальником графа де Бюффона. Водночас навчився гарно грати на фортепіано та органі. 1778 року Бернар Ласепед стає масоном і увійшов до найбільшої масонської ложи «Дев'ять Сестер». У 1796 році став членом Інституту Франції. Своїми першими працями з натуральної історії 1781 року привернув увагу до себе Бюффона.
1785 року за рекомендацією Жорж-Луї де Бюффона і Луї Добантона призначено наглядачем (субдемонстратором) в природничо-історичному кабінеті королівського саду.
Після революції він став професором Національного музею природної історії. Водночас брав участь у реформуванні французького масонства. У 1791 році обирається депутатом Законодавчих зборів, обіймав посаду до 1792 року. 1791 року був віце-президентом Законодавчих зборів.
З утворення 1793 року якобинського уряду Ласепед залишив Париж, оскільку виступав критиком терору. Він сховався у містечку Левіль-сюр-Орж. 1795 року повертається до Парижу. Того ж року стає постійним секретарем Французької академії наук.
У 1799 році стає сенатором, незабаром отримує Орден Почесного легіону. У 1801 році обирається президентом сенату. 1803 року стає першим Великим канцлером ордену Почесного легіону. Водночас членом Руанської академії.
У 1804 році призначається імператором Наполеоном I державним міністром. Водночас з Келлерманом створив масонську ложу «Святий Наполеон». 1806 року членом Імператорського товариства. У 1807—1808 та 1811—1813 роках був головою Сенату імперії. 1808 року отримав від імператора земельний маєток, що давав дохід 25 тис. франків на рік та титул графа імперії. 1812 року обирається іноземним членом Королівської академії Швеції.
У 1814 році Людовик XVIII зробив Ласепеда пером Франції. Того ж року отримав перство від Наполеона I під час Ста днів, яке втратив 1815 року після повернення Бурбонів. У 1819 році отримав нове підтвердження перства (з титулом барона) від короля Людовика XVIII. При цьому був провідник очільник масовнства, членом Великої ложі Франції.
Він помер 1825 року в Епіне-сюр-Сені.

## Наукова діяльність
Його доробок складає 11 томів. Серед них найважливішими є « Essai sur l’électricité naturelle et artificielle» («Есе про природну та штучну електроенергію», 1781 рік), «Physique générale et particulaire» («При основну і конкретну фізику» 1782—1784 роки); «Histoire quadrupedes ovipares et des serpents» («Історія яйцекладних чоториногих та змій», 1788—1789 роки) — продовження працю Бюффона «Histoire naturelle des reptiles»; «Histoire naturelle des paissons» («Історія природи риб», 1798—1805 роки, створена на основі колекції Філіберта Коммерсона); «Histoire des cétacés» («Історія китоподібних», 1804 рік). Класифікація Ласепеда була вельми недосконала, але роботи його відрізнялися ретельним описом видів.
Після смерті його вийшли «Філософію історії та населення Європи» (у 18 т, 1826 рік), з «Eloge» автора і «Les ages de la nature» (1830 рік).
Він написав також кілька романів, 2 опери (про «Омфала» 1777 року високої думки Крістоф Віллібальд Глюк), які опубліковано в збірці «Музична поетика» (у 2 т, 1781—1785 роки).

## Пам'ять
- Затока Ласепеда біля Південної Австралії
- острови Ласепеда біля Західної Австралії
- гекон з роду Фельзума — Phelsuma cepediana